# Super Monkey Ball Adventure
Super Monkey Ball Adventure är ett datorspel som utvecklats av Traveller's Tales i anslutning till divisionen Traveller's Tales Oxford och distribuerad av Sega i Super Monkey Ball-serien, släppt den 30 juni 2006.
Super Monkey Ball Adventure är en avvikelse från serien i den meningen att det inte är ett pusselbaseradspel utan mer traditionell 3D-plattformsspelvärld.